# 200 mètres aux championnats d'Europe d'athlétisme
Pour un article plus général, voir Championnats d'Europe d'athlétisme.
Le 200 mètres masculin fait partie des épreuves inscrites au programme des premiers championnats d'Europe d'athlétisme, en 1934, à Turin. L'épreuve féminine fait son apparition lors de l'édition suivante, en 1938.
L'Italien Pietro Mennea, la Polonaise Irena Szewinska, la Russe Irina Privalova, la Britannique Dina Asher-Smith et la Suisse Mujinga Kambundji sont, avec deux médailles d'or remportées, les athlètes les plus titrés dans cette épreuve. Les records des championnats d'Europe appartiennent au Turc Ramil Guliyev avec 19 s 76 (2018) et à l'Allemande Heike Drechsler avec 21 s 71 (1986, ancien record du monde).

## Palmarès

### Hommes
| Édition | Or                          | Argent                           | Bronze                      |
| ------- | --------------------------- | -------------------------------- | --------------------------- |
| 1934    | Christiaan Berger 21 s 5    | Jozsef Sir 21 s 5                | Martinus Osendarp 21 s 6    |
| 1938    | Martinus Osendarp 21 s 2    | Jakob Scheuring 21 s 6           | Alan Pennington 21 s 6      |
| 1946    | Nikolay Karakulov 21 s 6    | Haakon Tranberg 21 s 7           | Jirí David 21 s 8           |
| 1950    | Brian Shenton 21 s 5        | Étienne Bally 21 s 5             | Jan Lammers 22 s 1          |
| 1954    | Heinz Fütterer 20 s 9       | Ardalion Ignatyev 21 s 1         | George Ellis 21 s 2         |
| 1958    | Manfred Germar 21 s 0       | David Segal 21 s 3               | Jocelyn Delecour 21 s 3     |
| 1962    | Ove Jonsson 20 s 7          | Marian Foik 20 s 8               | Sergio Ottolina 20 s 8      |
| 1966    | Roger Bambuck 20 s 9        | Marian Dudziak 21 s 0            | Jean-Claude Nallet 21 s 0   |
| 1969    | Philippe Clerc 20 s 6       | Hermann Burde 20 s 9             | Zenon Nowosz 20 s 9         |
| 1971    | Valeriy Borzov 20 s 30      | Franz-Peter Hofmeister 20 s 71   | Jörg Pfeifer 20 s 72        |
| 1974    | Pietro Mennea 20 s 60       | Manfred Ommer 20 s 76            | Hans-Jürgen Bombach 20 s 83 |
| 1978    | Pietro Mennea 20 s 16       | Olaf Prenzler 20 s 61            | Peter Muster 20 s 64        |
| 1982    | Olaf Prenzler 20 s 46       | Cameron Sharp 20 s 47            | Frank Emmelmann 20 s 60     |
| 1986    | Vladimir Krylov 20 s 52     | Jürgen Evers 20 s 75             | Andrey Fedoriv 20 s 84      |
| 1990    | John Regis 20 s 11          | Jean-Charles Trouabal 20 s 31    | Linford Christie 20 s 33    |
| 1994    | Geir Moen 20 s 30           | Vladyslav Dolohodin 20 s 47      | Patrick Stevens 20 s 68     |
| 1998    | Douglas Walker 20 s 53      | Doug Turner 20 s 64              | Julian Golding 20 s 72      |
| 2002    | Konstadínos Kedéris 19 s 85 | Francis Obikwelu 20 s 21         | Marlon Devonish 20 s 24     |
| 2006    | Francis Obikwelu 20 s 01    | Johan Wissman 20 s 38            | Marlon Devonish 20 s 54     |
| 2010    | Christophe Lemaitre 20 s 37 | Christian Malcolm 20 s 38        | Martial Mbandjock 20 s 42   |
| 2012    | Churandy Martina 20 s 42    | Patrick van Luijk 20 s 87        | Daniel Talbot 20 s 95       |
| 2014    | Adam Gemili 19 s 98         | Christophe Lemaitre 20 s 15      | Serhiy Smelyk 20 s 30       |
| 2016    | Bruno Hortelano 20 s 45     | Ramil Guliyev 20 s 51            | Daniel Talbot 20 s 56       |
| 2018    | Ramil Guliyev 19 s 76 (CR)  | Nethaneel Mitchell-Blake 20 s 04 | Alex Wilson 20 s 04         |
| 2022    | Zharnel Hughes 20 s 07      | Nethaneel Mitchell-Blake 20 s 17 | Filippo Tortu 20 s 27       |
| 2024    | Timothé Mumenthaler 20 s 28 | Filippo Tortu 20 s 41            | William Reais 20 s 47       |

### Femmes
| Édition | Or                            | Argent                           | Bronze                       |
| ------- | ----------------------------- | -------------------------------- | ---------------------------- |
| 1938    | Stanisława Walasiewicz 23 s 8 | Käthe Krauss 24 s 4              | Fanny Blankers-Koen 24 s 9   |
| 1946    | Yevgeniya Sechenova 25 s 4    | Winifred Jordan 25 s 6           | Léa Caurla 25 s 6            |
| 1950    | Fanny Blankers-Koen 24 s 0    | Yegeniya Sechenova 24 s 8        | Dorothy Hall 25 s 0          |
| 1954    | Maria Itkina 24 s 3           | Irina Turova 24 s 4              | Shirley Hampton 24 s 4       |
| 1958    | Barbara Janiszewska 24 s 1    | Hannelore Sadau 24 s 3           | Mariya Itkina 24 s 3         |
| 1962    | Jutta Heine 23 s 5            | Dorothy Hyman 23 s 7             | Barbara Sobotta 23 s 9       |
| 1966    | Irena Kirszenstein 23 s 1     | Ewa Kłobukowska 23 s 4           | Vera Popkova 23 s 7          |
| 1969    | Petra Vogt 23 s 2             | Renate Meissner 23 s 3           | Val Peat 23 s 3              |
| 1971    | Renate Stecher 22 s 70        | Györgyi Balogh 23 s 20           | Irena Szewinska 23 s 30      |
| 1974    | Irena Szewinska 22 s 51       | Renate Stecher 22 s 68           | Mona-Lisa Pursiainen 23 s 17 |
| 1978    | Lyudmila Kondratyeva 22 s 52  | Marlies Göhr 22 s 53             | Carla Bodendorf 22 s 64      |
| 1982    | Bärbel Wöckel 22 s 04         | Kathy Smallwood-Cook 22 s 13     | Sabine Rieger 22 s 51        |
| 1986    | Heike Daute 21 s 71           | Marie-Christine Cazier 22 s 32   | Silke Gladisch 22 s 64       |
| 1990    | Katrin Krabbe 21 s 95         | Heike Daute-Drechsler 22 s 19    | Galina Malchugina 22 s 23    |
| 1994    | Irina Privalova 22 s 32       | Zhanna Pintusevich 22 s 77       | Galina Malchugina 22 s 90    |
| 1998    | Irina Privalova 22 s 62       | Zhanna Pintusevich-Block 22 s 74 | Melanie Paschke 22 s 78      |
| 2002    | Muriel Hurtis 22 s 43         | Kim Gevaert 22 s 53              | Manuela Levorato 22 s 75     |
| 2006    | Kim Gevaert 22 s 68           | Yulia Gushchina 22 s 93          | Natalia Rusakova 23 s 09     |
| 2010    | Myriam Soumaré 22 s 32        | Elizaveta Bryzhina 22 s 44       | Aleksandra Fedoriva 22 s 44  |
| 2012    | Mariya Ryemyen 23 s 05        | Hrystyna Stuy 23 s 17            | Myriam Soumaré 23 s 21       |
| 2014    | Dafne Schippers 22 s 03       | Jodie Williams 22 s 46           | Myriam Soumaré 22 s 58       |
| 2016    | Dina Asher-Smith 22 s 37      | Ivet Lalova-Collio 22 s 52       | Gina Lückenkemper 22 s 74    |
| 2018    | Dina Asher-Smith 21 s 89      | Dafne Schippers 22 s 14          | Jamile Samuel 22 s 37        |
| 2022    | Mujinga Kambundji 22 s 32     | Dina Asher-Smith 22 s 43         | Ida Karstoft 22 s 72         |
| 2024    | Mujinga Kambundji 22 s 49     | Daryll Neita 22 s 50             | Hélène Parisot 22 s 63       |

## Records des championnats

### Hommes
| Temps   | Athlète               | Lieu     | Date               | Record |
| ------- | --------------------- | -------- | ------------------ | ------ |
| 21 s 6  | Christiaan Berger     | Turin    | 8 septembre 1934   |        |
| 21 s 5  | Christiaan Berger     | Turin    | 9 septembre 1934   |        |
| 21 s 5  | Jozsef Sir            | Turin    | 9 septembre 1934   |        |
| 21 s 5  | Martinus Osendarp     | Paris    | 4 septembre 1938   |        |
| 21 s 5  | Jakob Scheuring       | Paris    | 4 septembre 1938   |        |
| 21 s 2  | Martinus Osendarp     | Paris    | 4 septembre 1938   |        |
| 21 s 1  | Heinz Fütterer        | Berne    | 28 août 1954       |        |
| 20 s 9  | Heinz Fütterer        | Berne    | 28 août 1954       |        |
| 20 s 8  | Ove Jonsson           | Belgrade | 14 septembre 1962  |        |
| 20 s 7  | Ove Jonsson           | Belgrade | 16 septembre 1962  |        |
| 20 s 6  | Philippe Clerc        | Athènes  | 20 septembre 1969  |        |
| 20 s 30 | Valeriy Borzov        | Helsinki | 13 août 1971       |        |
| 20 s 16 | Pietro Mennea         | Prague   | 1er septembre 1978 |        |
| 20 s 11 | John Regis            | Split    | 30 août 1990       |        |
| 19 s 85 | Konstantínos Kentéris | Munich   | 9 août 2002        |        |
| 19 s 76 | Ramil Guliyev         | Berlin   | 9 août 2018        |        |

### Femmes
| Temps   | Athlète                | Lieu     | Date              | Record |
| ------- | ---------------------- | -------- | ----------------- | ------ |
| 24 s 2  | Stanisława Walasiewicz | Vienne   | 18 septembre 1938 |        |
| 23 s 8  | Stanisława Walasiewicz | Vienne   | 18 septembre 1938 |        |
| 23 s 8  | Valentina Maslovskaya  | Belgrade | 14 septembre 1962 |        |
| 23 s 8  | Barbara Sobotta        | Belgrade | 14 septembre 1962 |        |
| 23 s 6  | Jutta Heine            | Belgrade | 14 septembre 1962 |        |
| 23 s 5  | Jutta Heine            | Belgrade | 15 septembre 1962 |        |
| 23 s 1  | Irena Kirszenstein     | Budapest | 2 septembre 1966  |        |
| 22 s 7  | Renate Stecher         | Helsinki | 13 août 1971      |        |
| 22 s 51 | Irena Szewinska        | Rome     | 6 septembre 1974  |        |
| 22 s 04 | Bärbel Wöckel          | Athènes  | 9 septembre 1982  |        |
| 21 s 71 | Heike Daute            | Budapest | 29 août 1986      | RM     |